# Base Rothera
La base Rothera è una base scientifica permanente britannica in Antartide, operativa dal 1975. Ha anche la funzione di capitale del Territorio Antartico Britannico.
Gestita dal British Antarctic Survey (BAS), si trova a Rothera Point, sull'isola Adelaide, al largo della costa occidentale della penisola antartica.